# Jacob Becker
Jacob Becker (Mainz, 30 de janeiro de 1820 – Frankfurt am Main, 3 de dezembro de 1883) foi um professor ginasial e pesquisador da antiguidade alemão.
Frequentou o ginásio em Mainz e estudou a seguir na Universidade de Giessen, de 1838 a 1841. Em 1842 foi professor ginasial em Giessen, em 1843 em Mainz, em 1850 em Hadamar, e a partir de 1854 na Domstiftsschule em Frankfurt am Main, onde foi diretor de 1871 até sua morte em 1883.
Becker pesquisou e publicou principalmente sobre antiguidade e monumentos da época do Império Romano na Renânia, em especial sua cidade natal Mainz (Mogoncíaco) e Frankfurt am Main (Nida). A partir de 1863 foi editor do Domblattes, que se empenhou pela conservação da Catedral de Frankfurt.